# Venushügel

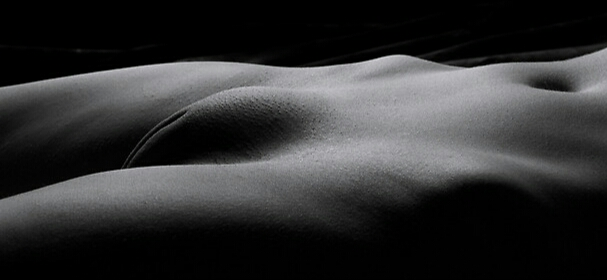
Der Venushügel erhält seine Bezeichnung durch die hügelförmige Erhebung, die durch das sich abzeichnende Schambein entsteht

Als Venushügel (nach der römischen Göttin Venus) – auch als Schamhügel, Schamberg, Venusberg (letzteres kann auch andere Bedeutungen haben) oder in der medizinischen Fachsprache als Mons pubis oder Mons veneris – wird die leichte Erhebung über dem weiblichen Schambein direkt oberhalb der Schamlippen bezeichnet. Sie wird durch eine Ansammlung von subkutanem Fettgewebe auf der Schambeinfuge verursacht. Der Venushügel Mons pubis ist in natürlichem Zustand ab der Pubertät zumeist mit Schamhaar bedeckt.

## Anatomie

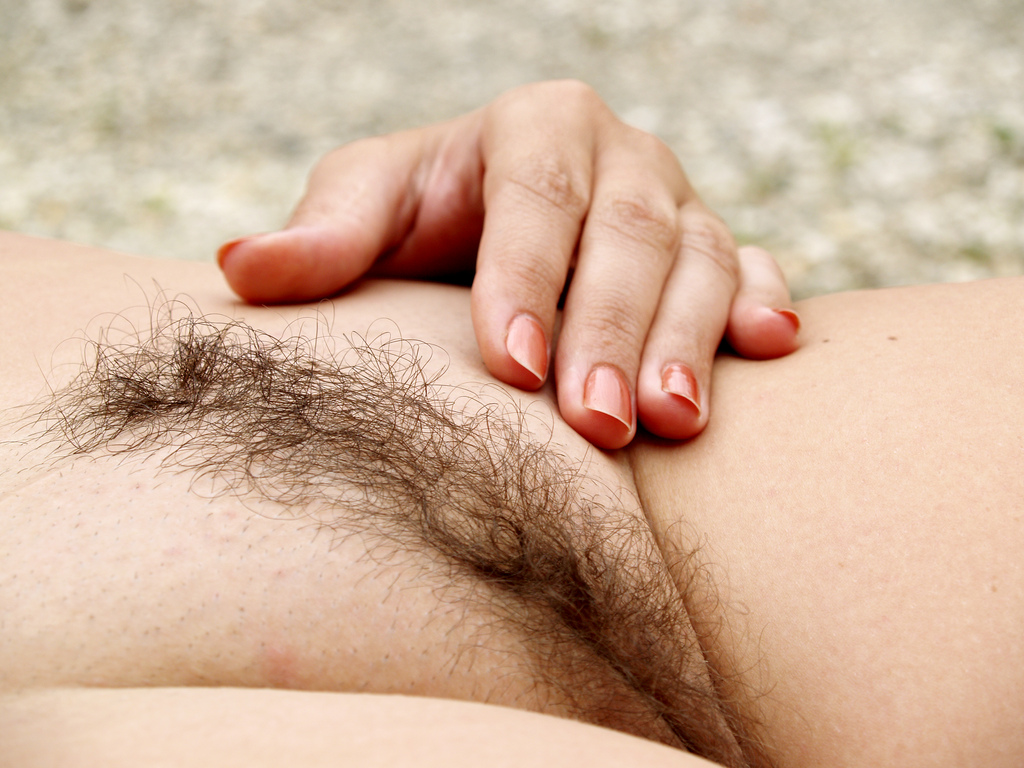
Venushügel mit Schambehaarung

Der Venushügel ist die Körperregion direkt oberhalb der Schamlippen, er beginnt an der Stelle, wo die äußeren Schamlippen vorne zusammenlaufen (Commissura labiorum anterior). Die Erhebung des Hügels besteht aus subkutanem Fettgewebe. Ab der Pubertät bedecken Schamhaare den Venushügel – sofern man diese nicht entfernt. Die Entwicklung und das Aussehen der großen Schamlippen, der Labia majora und des Mons pubis sowie der Schambehaarung (Tanner-Stadien) werden insbesondere von den Androgenen beeinflusst.
Aufgrund der Vielzahl dort verlaufender Nervenverbindungen kann der Venushügel als eine erogene Zone betrachtet werden.

## Schönheitsideale und Gestaltung

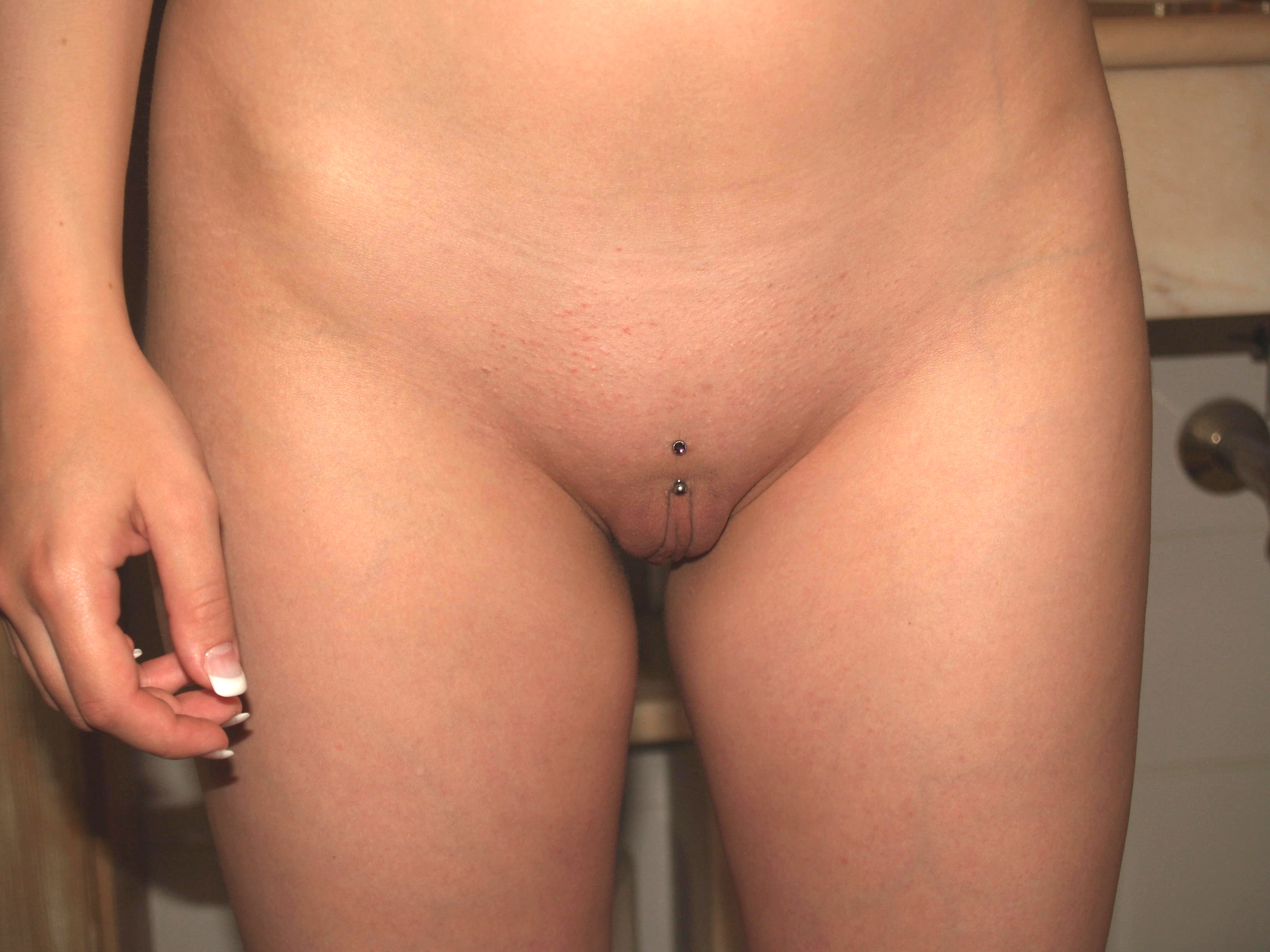
Christina-Piercing auf dem Venushügel

In zahlreichen Kulturkreisen ist die teilweise oder vollständige Schamhaarentfernung üblich, in jüngerer Zeit ist sie auch im westlichen Kulturkreis verbreitet.
Durch Haarentfernung und knappere Bademode wird der Venushügel zunehmend dem Blick unterworfen und soll ästhetischen Idealen genügen. Entsprechend werden Schönheitsoperationen angeboten, welche die Form des Venushügels einem gewünschten Ideal anpassen.
Das Nefertiti-Piercing und das Christina-Piercing werden auf dem Venushügel platziert und zu den Intimpiercings gezählt.

## Trivia
- Beim Handlesen wird der Thenar auch als Venushügel bezeichnet. Dort soll der Sitz der Gerechtigkeit und Sinnlichkeit sein.